# شيتشانغ
شيتشانغ (بالصينية: 西昌市 )‏ هي مدينة على مستوى مقاطعة، في جمهورية الصين الشعبية، تتبع محافظة ليانغشان يي ذاتية الحكم ‏، تبلغ مساحتها 2,655 كيلومتر مربع، رمزها البريدي هو 615000.

## المناخ
يظهر الجدول التالي التغييرات المناخية على مدار السنة لشيتشانغ:
| البيانات المناخية لـشيتشانغ                                                                  | البيانات المناخية لـشيتشانغ | البيانات المناخية لـشيتشانغ | البيانات المناخية لـشيتشانغ | البيانات المناخية لـشيتشانغ | البيانات المناخية لـشيتشانغ | البيانات المناخية لـشيتشانغ | البيانات المناخية لـشيتشانغ | البيانات المناخية لـشيتشانغ | البيانات المناخية لـشيتشانغ | البيانات المناخية لـشيتشانغ | البيانات المناخية لـشيتشانغ | البيانات المناخية لـشيتشانغ | البيانات المناخية لـشيتشانغ |
| الشهر                                                                                        | يناير                       | فبراير                      | مارس                        | أبريل                       | مايو                        | يونيو                       | يوليو                       | أغسطس                       | سبتمبر                      | أكتوبر                      | نوفمبر                      | ديسمبر                      | المعدل السنوي               |
| -------------------------------------------------------------------------------------------- | --------------------------- | --------------------------- | --------------------------- | --------------------------- | --------------------------- | --------------------------- | --------------------------- | --------------------------- | --------------------------- | --------------------------- | --------------------------- | --------------------------- | --------------------------- |
| الدرجة القصوى °م (°ف)                                                                        | 26.0 (78.8)                 | 28.7 (83.7)                 | 33.5 (92.3)                 | 35.5 (95.9)                 | 36.6 (97.9)                 | 36.0 (96.8)                 | 35.5 (95.9)                 | 35.1 (95.2)                 | 34.9 (94.8)                 | 30.9 (87.6)                 | 27.8 (82.0)                 | 24.8 (76.6)                 | 36.6 (97.9)                 |
| متوسط درجة الحرارة الكبرى °م (°ف)                                                            | 17.0 (62.6)                 | 19.9 (67.8)                 | 23.8 (74.8)                 | 26.9 (80.4)                 | 27.9 (82.2)                 | 27.1 (80.8)                 | 27.9 (82.2)                 | 28.0 (82.4)                 | 25.3 (77.5)                 | 22.5 (72.5)                 | 19.6 (67.3)                 | 16.8 (62.2)                 | 23.6 (74.4)                 |
| المتوسط اليومي °م (°ف)                                                                       | 9.9 (49.8)                  | 12.6 (54.7)                 | 16.1 (61.0)                 | 19.2 (66.6)                 | 21.2 (70.2)                 | 21.7 (71.1)                 | 22.6 (72.7)                 | 22.3 (72.1)                 | 19.9 (67.8)                 | 17.0 (62.6)                 | 13.3 (55.9)                 | 10.0 (50.0)                 | 17.2 (62.9)                 |
| متوسط درجة الحرارة الصغرى °م (°ف)                                                            | 4.6 (40.3)                  | 6.7 (44.1)                  | 10.0 (50.0)                 | 13.2 (55.8)                 | 16.0 (60.8)                 | 18.0 (64.4)                 | 19.0 (66.2)                 | 18.5 (65.3)                 | 16.6 (61.9)                 | 13.6 (56.5)                 | 9.1 (48.4)                  | 5.3 (41.5)                  | 12.5 (54.6)                 |
| أدنى درجة حرارة °م (°ف)                                                                      | −3.1 (26.4)                 | −3.5 (25.7)                 | 0.3 (32.5)                  | 3.0 (37.4)                  | 7.1 (44.8)                  | 11.4 (52.5)                 | 12.7 (54.9)                 | 13.0 (55.4)                 | 8.9 (48.0)                  | 6.4 (43.5)                  | −1.8 (28.8)                 | −2.8 (27.0)                 | −3.5 (25.7)                 |
| الهطول مم (إنش)                                                                              | 4.6 (0.18)                  | 5.9 (0.23)                  | 14.1 (0.56)                 | 30.4 (1.20)                 | 86.4 (3.40)                 | 211.0 (8.31)                | 236.9 (9.33)                | 183.3 (7.22)                | 154.0 (6.06)                | 74.1 (2.92)                 | 19.4 (0.76)                 | 4.8 (0.19)                  | 1٬024٫9 (40.36)             |
| متوسط أيام هطول الأمطار (≥ 0.1 mm)                                                           | 2.2                         | 3.0                         | 4.7                         | 8.7                         | 14.7                        | 19.2                        | 18.6                        | 16.3                        | 17.0                        | 12.9                        | 5.7                         | 2.7                         | 125.7                       |
| متوسط الرطوبة النسبية (%)                                                                    | 52                          | 45                          | 42                          | 47                          | 56                          | 71                          | 74                          | 73                          | 75                          | 72                          | 65                          | 60                          | 61                          |
| ساعات سطوع الشمس الشهرية                                                                     | 234.5                       | 221.8                       | 257.1                       | 247.7                       | 221.7                       | 152.3                       | 167.1                       | 191.1                       | 133.4                       | 153.2                       | 181.0                       | 205.7                       | 2٬366٫6                     |
| نسبة وصول أشعة الشمس                                                                         | 72                          | 70                          | 69                          | 65                          | 53                          | 37                          | 39                          | 47                          | 36                          | 43                          | 56                          | 64                          | 53                          |
| المصدر #1: China Meteorological Data Service Center                                          |                             |                             |                             |                             |                             |                             |                             |                             |                             |                             |                             |                             |                             |
| المصدر #2: China Meteorological Administration(precipitation days, sunshine hours 1971-2000) |                             |                             |                             |                             |                             |                             |                             |                             |                             |                             |                             |                             |                             |

## التقسيمات الإدارية
- ينتشانغ  [لغات أخرى]‏
- Baima  [لغات أخرى]‏.

## أعلام
- يين جيان